# Portcullis House
Portcullis House – budynek biurowy w Londynie, w Anglii. Położony jest w Westminster, naprzeciwko Pałacu Westminsterskiego i przeznaczony jest dla członków brytyjskiego parlamentu i ich pracowników. Wzniesiony został w latach 1998–2000 według projektu biura Michael Hopkins and Partners.

## Historia

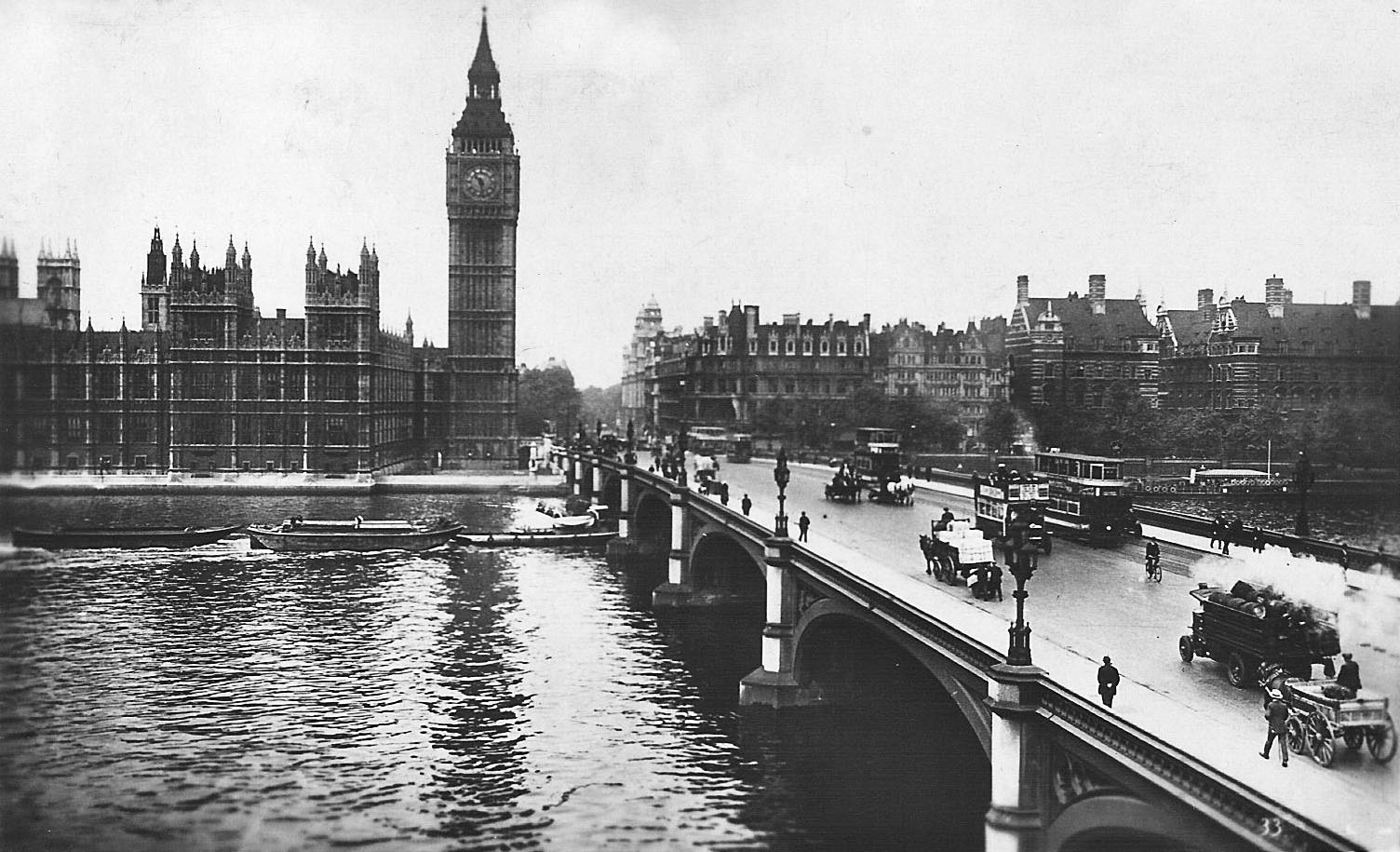
Rejon późniejszego Portcullis House w 1928 roku

Zanim został wzniesiony budynek Portcullis House, na terenie gmachu znajdowały się powstałe około 1400 roku domy dla dziekana i dwunastu kanoników St Stephen's College w Pałacu Westminsterskim. W późniejszych okresach mieścił się tutaj budynek St Stephen's Club z 1874 roku projektu Johna Whichcorda, komnaty św. Szczepana i komnaty pałacowe. Teren ten przecięły linie metra District Line i Circle Line, gdzie została wybudowana stacja Westminster. Budynki zostały rozebrane w 1994 roku aby zrobić miejsce dla przedłużenia trasy Jubilee Line.
Audyt majątku brytyjskiego parlamentu, który został przeprowadzony w 1988 roku przez Michael Hopkins and Partners, wskazał na pilną potrzebę stworzenia ponad 200 biur dla parlamentarzystów i pomieszczeń dla komisji specjalnych. W 1992 roku brytyjski parlament zamówił projekt budynku. Wymagano wówczas obiektu o bardzo niskim zużyciu energii i takiego, który wpasowałby się do jego lokalizacji w rejonie obszaru wpisanego listę światowego dziedzictwa UNESCO. Do 1993 roku biuro Michael Hopkins and Partners opublikowało pierwsze projekty szczegółowe budynku Portcullis House.
Budowa konstrukcji nadziemnej budynku rozpoczęła się 5 stycznia 1998 roku, a 18 sierpnia 2000 roku został on ukończony. Oficjalne otwarcie gmachu Portcullis House przez królową Elżbietę II odbyło się 27 lutego 2001 roku.

## Architektura

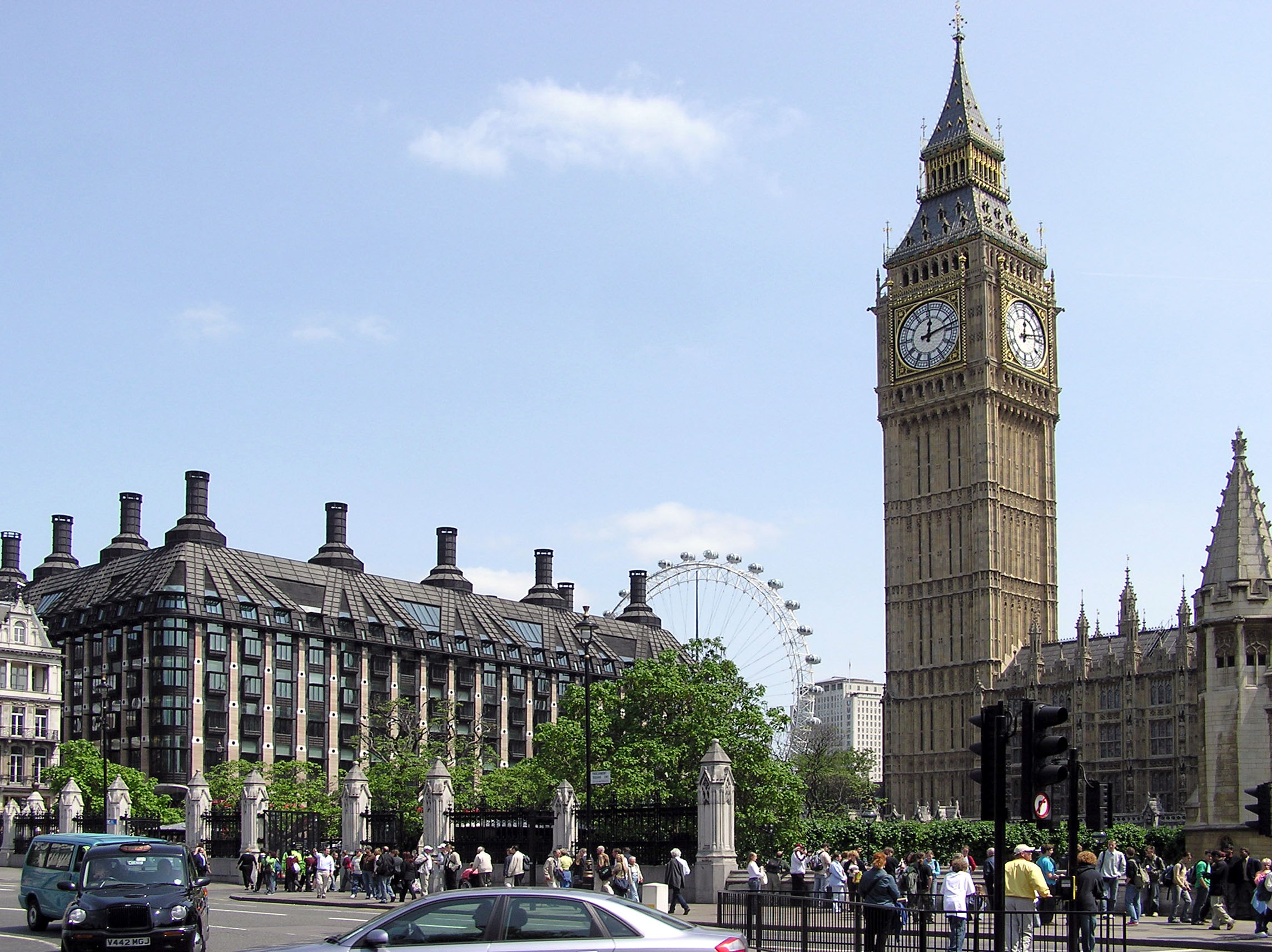
Portcullis House w sąsiedztwie Pałacu Westminsterskiego z Big Benem (2005)

Portcullis House to gmach dla członków parlamentu i ich pracowników, który stanowi uzupełnienie dla przestrzeni Pałacu Westminsterskiego i otaczającego go budynków. Zlokalizowany jest w Londynie, obok zabytkowych budynków Normana Shawa, naprzeciwko Pałacu Westminsterskiego.
Jest to obiekt wzniesiony na planie prostokątnym, z wewnętrznym atrium. Liczy 7 kondygnacji nadziemnych (w tym 2 na poddaszu), a jego powierzchnia wynosi 20 tys. m². Portcullis House wsparty jest na sześciu palach fundamentowych, które rozciągają się w dół przez halę biletową stacji metra Westminster. W miejscu, gdzie te pale spotykają się z atrium, wychodzą one nad ziemię i podpierają szereg betonowych łuków tworzących boki atrium.
Elewacje zewnętrzne Portcullis House uformowano w filarach z piaskowca otoczonych kanałami pokrytymi brązem, które rozszerzają się w górę proporcjonalnie do zwężenia filaru i łączą się na poziomie gzymsu z konstrukcją dachu. Gmach wieńczy 14 wysokich kominów, nawiązujących do kominów budynków Normana Shawa i do pinakli Pałacu Westminsterskiego. Stanowią one zakończenie pionowego systemu kanałów wentylacyjnych obejmujących cały budynek.
Od strony zewnętrznej gmachu, na parterze znajduje się pasaż z otwartym podcieniem. Rozciąga się on wzdłuż pierzei obu otaczających Portcullis House ulic, osłaniając wejście do stacji metra i sklepy przy Bridge Street oraz główne publiczne wejście od strony Victoria Embankment.
Wewnętrzne atrium zostało przykryte na poziomie drugiego piętra bezramową szklaną powłoką wspartą siatką z dębu i stali nierdzewnej. Znajduje się tam wejście do dwóch restauracji, kawiarni i biblioteki. Atrium łączy się z Pałacem Westminsterskim za pomocą przejścia podziemnego.
Cały gmach Portcullis House został zaprojektowany tak, aby mógł jednocześnie pomieścić 600–700 osób. Sale komisji specjalnych znajdują się na pierwszym piętrze, a wyżej na pięciu piętrach gmachu zaprojektowano biura dla parlamentarzystów i ich personelu pomocniczego, z pokojami na poddaszach, balkonami wychodzącymi na atrium i wykuszami na zewnątrz budynku. 
Wewnątrz budynku dominującym materiałem na okładziny wewnętrzne, wyposażenie stanowi lite drewno dębowe.

## Galeria

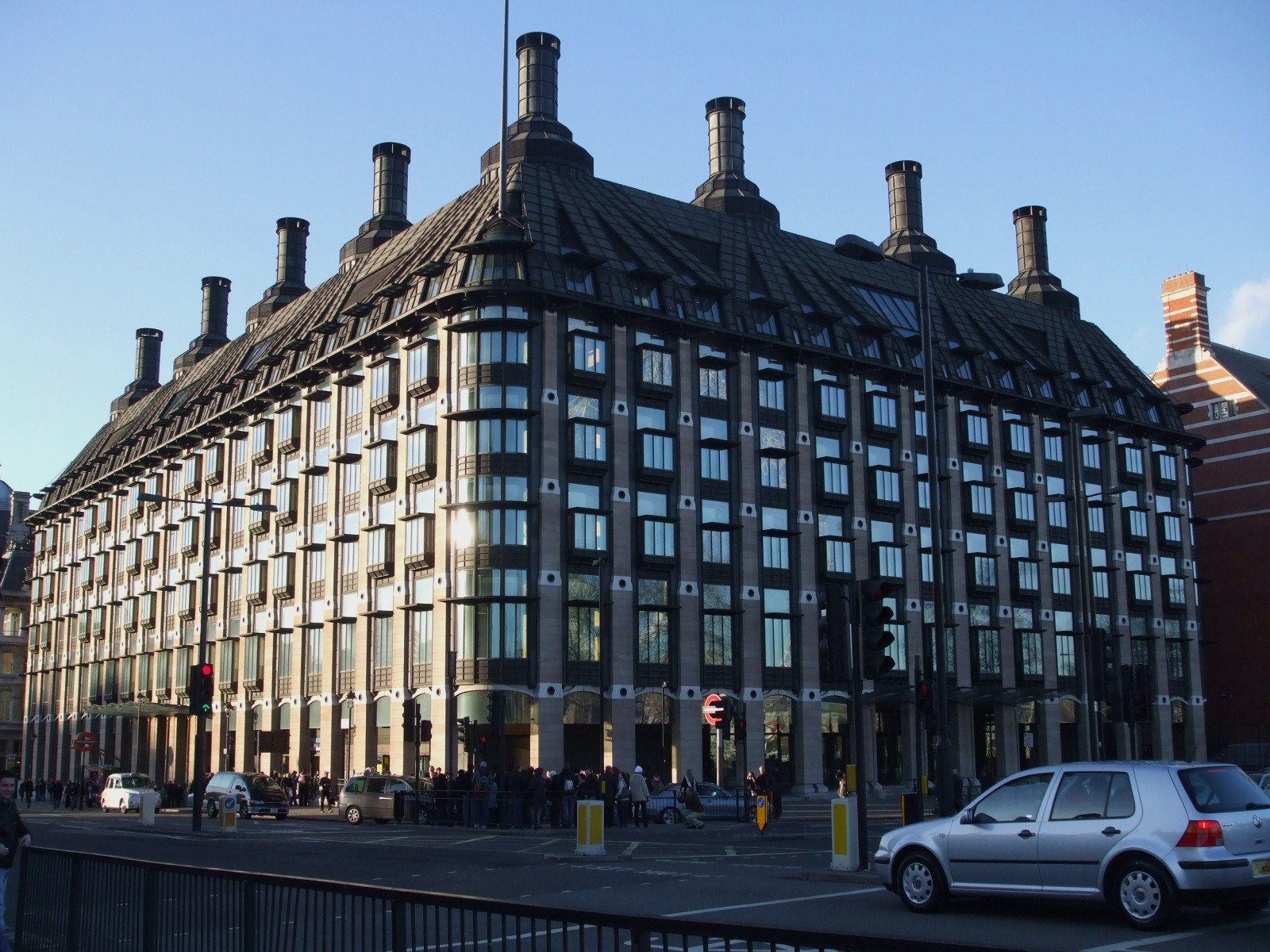
Budynek od strony Westminster Bridge
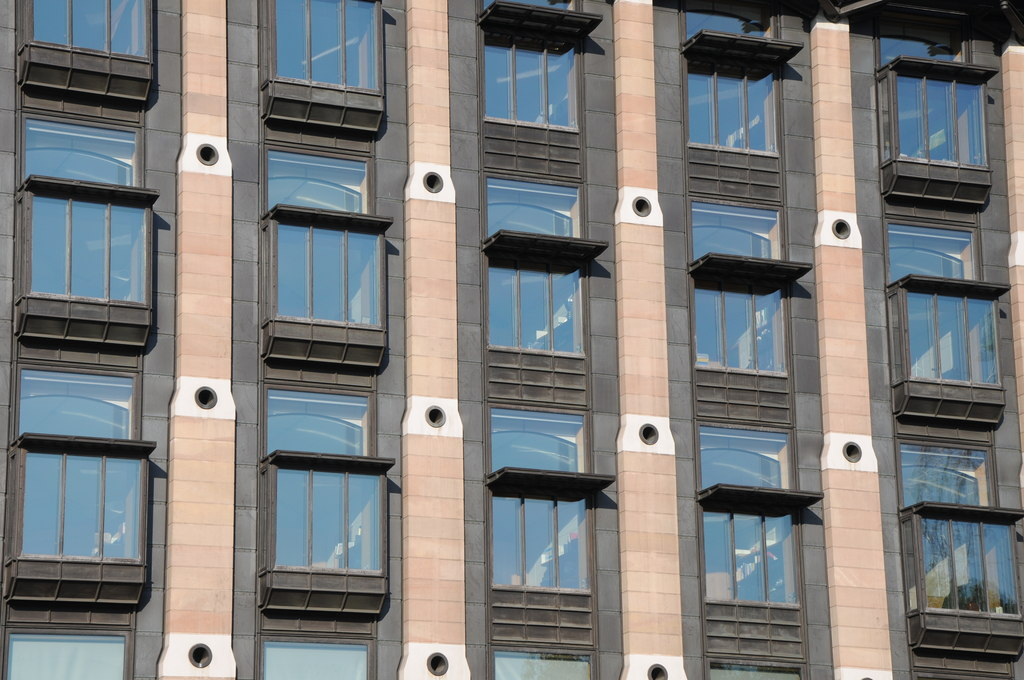
Fragment elewacji zewnętrznej
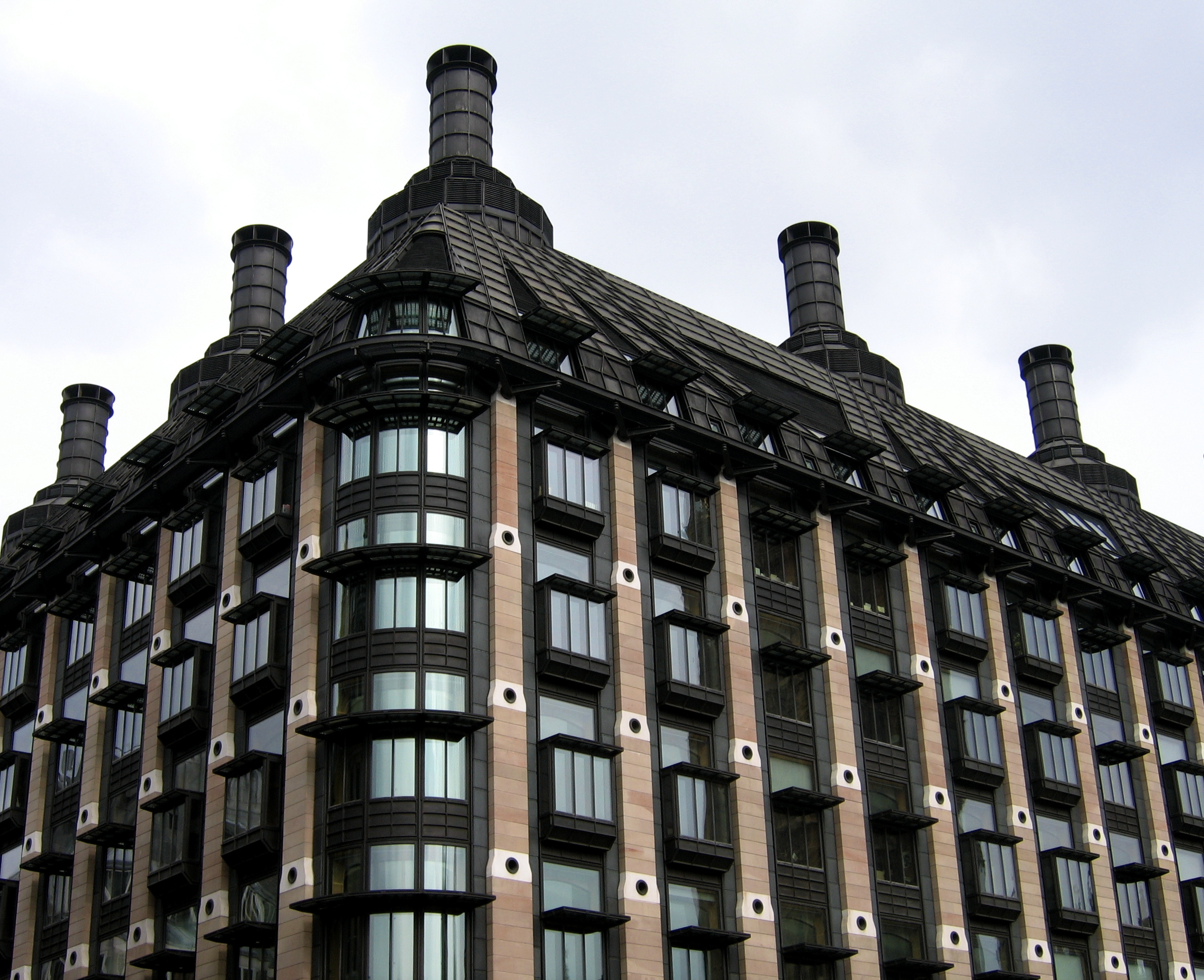
Fragment narożnika z widocznymi kominami
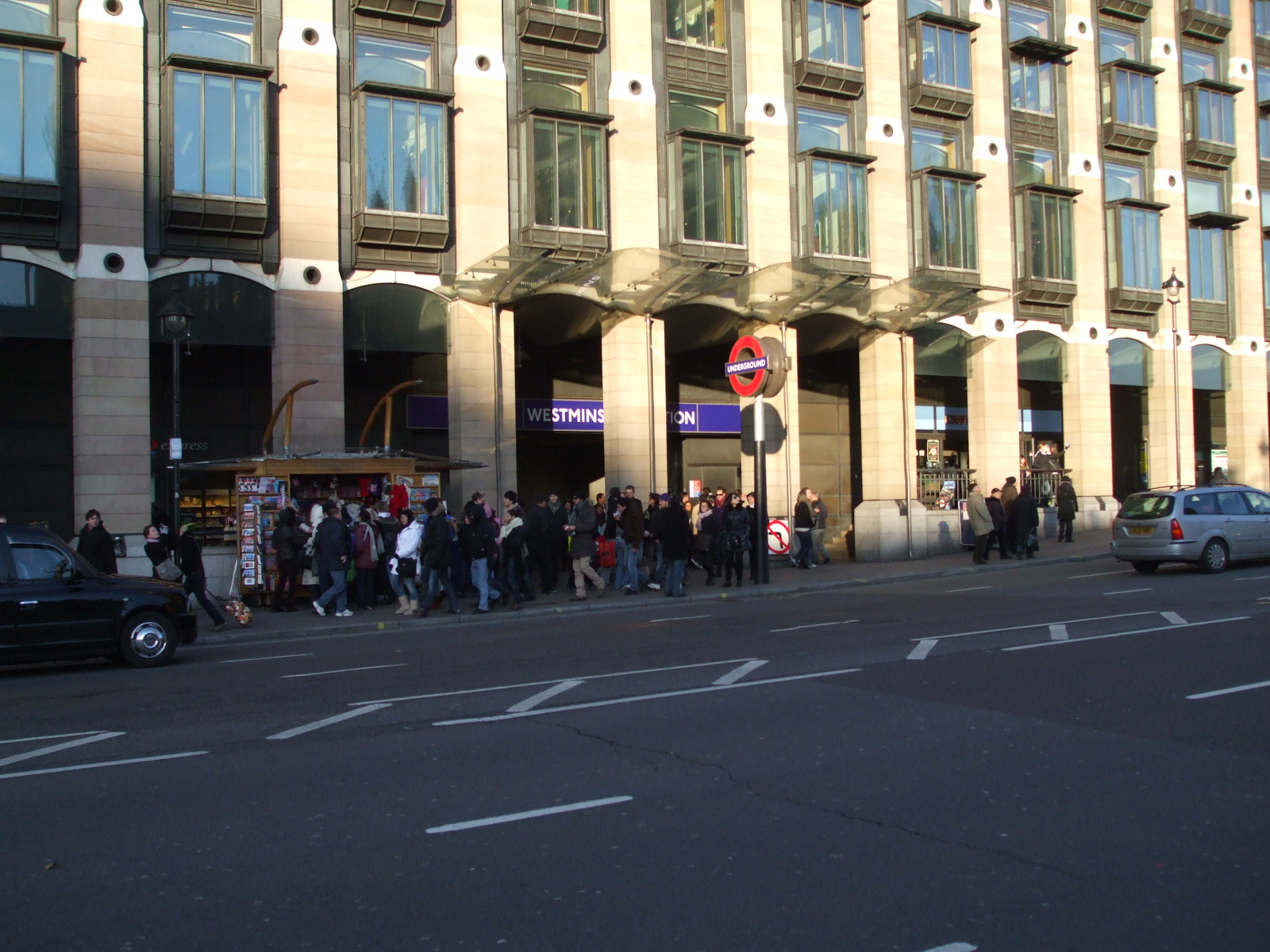
Wejście na stację Westminster
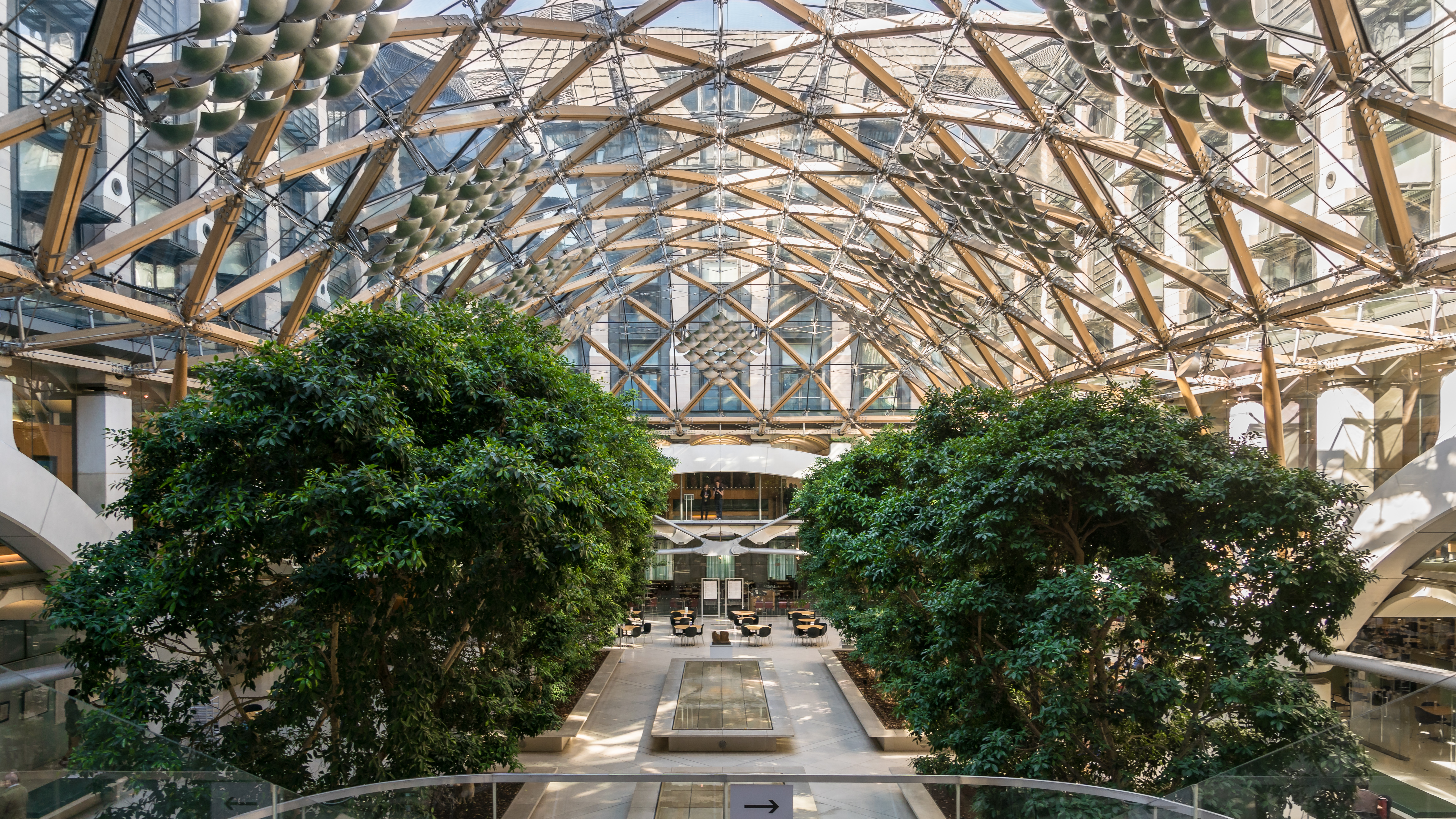
Wewnętrzne atrium